# Isola Principe di Galles (baie, insenature e canali)
Elenco delle principali baie, insenature e canali marini lungo la costa dell'isola Principe di Galles (Arcipelago Alessandro - Alaska sud-orientale).

## Lato sullo stretto di Clarence
Lo Stretto di Clarence (Clarence Strait) 55°59′20″N 132°36′57″W è lungo 202 chilometri e largo mediamente da 5 a 10 chilometri. Lo stretto divide l'isola "Principe di Galles" da alcune isole: Zarembo Island (Zarembo Island), Etolin Island (Etolin Island), Revillagigedo Island (Revillagigedo Island), più altre minori e dalla penisola di Cleveland (Cleveland Peninsula). Nello stretto (sul lato dell'isola "Principe di Galles") sono presenti da nord a sud le seguenti masse d'acqua.

### Canale di Kashevarof
Il Canale di Kashevarof (Kashevarof Passage) 56°07′36″N 132°59′19″W è parallelo alla parte settentrionale dello stretto di Clarence (Clarence Strait) e si collega a nord con lo stretto di Sumner (Sumner Strait); divide inoltre l'isola "Principe di Galles" dallo stretto di Clarence e dalle seguenti isole: Rookery Islands, Tide Island e le isole di Kashevarof (Kashevarof Islands). Nel canale sono presenti le seguenti masse d'acqua:
- Baia di Salmon (Salmon Bay) 56°18′11″N 133°09′23″W - La baia si apre sul canale di Kashevarof (Kashevarof Passage) e circoscrive una piccola isola anonima. Un tributario della baia è il fiume Salmon (Salmon Creek) che nasce dall'omonimo lago.
- Baia di Exchange (Exchange Cove) 56°12′21″N 133°04′12″W - La baia si apre sul canale di Kashevarof (Kashevarof Passage) ed è lunga 5,6 chilometri. Un tributario della baia è il fiume Exchange (Exchange Creek) che nasce dall'omonimo lago. Tra la baia e il canale di Kashevarof si trova l'isola di Exchange (Exchange Island).
- Canale di Whale (Whale Passage) 56°04′09″N 133°04′49″W - Il canale è adiacente al canale di Kashevarof (Kashevarof Passage). L'isola di Thorne (Thorne Island) divide i due canali, mentre l'isola di Stevenson (Stevenson Island) è situata a sud del canale. Nella parte sud-est del canale un sistema di rapide (Indian Creek Rapids) lo collegano al lago di Barnes (Barnes Lake).
- Baia di Rocky (Rocky Bay) 56°02′44″N 133°04′44″W - La baia si trova all'interno del canale di Whale (Whale Passage). Un tributario della baia è il fiume Mabel (Mabel Creek).
- Baia di Lake (Lake Bay) 56°02′17″N 132°53′42″W - La baia si trova all'estremo sud del canale di Kashevarof (Kashevarof Passage) ed è collegata, tramite un sistema di rapide, al lago di Barnes (Barnes Lake).

### Stretto di Clarence
Lungo lo stretto di Clarence (a sud del canale di Kashevarof) sono presenti le seguenti masse d'acqua:
- Baia di Coffman (Coffman Cove) 56°00′32″N 132°50′02″W - La baia consiste in un fiordo lungo 1,6 chilometri. All'entrata a nord è posizionata l'isola di Coffman (Coffman Island); all'entrata sud si trova l'abitato di Coffman Cove.
- Baia di Ratz (Ratz Harbor) 55°53′05″N 132°35′59″W - Si trova di fronte al'isola di Onslow (Oslow Island).
- Baia di Little Ratz (Little Ratz Harbor) 55°51′51″N 132°34′26″W - Si trova di fronte al'isola di Onslow (Oslow Island).
- Baia di Thorne (Thorne Bay) 55°40′07″N 132°30′27″W - Sul lato nord della baia si trova l'abitato di Thorne Bay. La baia ha la forma di un fiordo lungo circa 9,5 chilometri.
- Baia di Tolstoi (Tolstoi Bay) 55°39′08″N 132°25′42″W - Si trova alla base nord della penisola di Kasaan (Kasaan Peninsula). La baia è un fiordo lungo 6,3 chilometri.
- Baia di Windfall (Windfall Harbor) 55°36′09″N 132°20′36″W - Si trova sul lato nord della penisola di Kasaan (Kasaan Peninsula).
- Canale di Grindall (Grindall Passage) 55°27′02″N 132°09′09″W - Si trova all'estremo sud della penisola di Kasaan (Kasaan Peninsula) e la divide dall'omonima isola (Grindall Island). Il canale è lungo 1,6 chilometri.
- Baia di Kasaan (Kasaan Bay) 55°29′50″N 132°19′10″W - Si trova sul lato sud della penisola di Kasaan (Kasaan Peninsula). A metà baia si trova l'abitato di Kasaan.
- Baia di Karta (Karta Bay) 55°34′19″N 132°32′29″W - Si trova sul lato settentrionale della baia di Kasaan (Kasaan Bay).
- Baia di Twelvemile Arm Kasaan (Twelvemile Arm Kasaan Bay) 55°31′59″N 132°31′00″W - Si trova a sud della baia di Kasaan (Kasaan Bay). Consiste in un fiordo lungo 24 chilometri. A circa metà fiordo sul lato settentrionale si trova l'abitato di Hollis.
- Il fiordo di Skowl (Skowl Arm) 55°25′25″N 132°20′27″W - Si trova all'entrata della baia di Kasaan (Kasaan Bay). Dall'insenatura si dipartono verso ovest altri due fiordi: Polk Inklet e Mc Kenzie Inlet.
- Baia di Clover (Clover Bay) 55°17′56″N 132°08′42″W - Si trova di fronte all'isola di Gravina (Gravina Island).
- Stretto di Cholmondeley (Cholmondeley Sound) 55°14′21″N 132°06′51″W - Il Cholmondeley Sound in realtà è un profondo fiordo (circa 25 chilometri) formato da diverse diramazioni (West Arm Cholmondeley Sound, South Arm Cholmondeley Sound, Dora Bay, Sunny Cove, Brennem Bay, Kitkun Bay e altre)
- Baia di Port Johnson (Port Johnson) 55°08′17″N 131°59′46″W - La baia di Port Johnson comprende altre masse d'acqua: Dutch Harbor, French Harbor e Dolomi Bay.
- Stretto di Moira (Moira Sound) 55°02′12″N 132°04′12″W - Lo stretto di Moira comprende altre masse d'acqua: North Arm (con Nowiskay Cove, Clarno Cove e Cannery Cove), Niblack Anchorage, West Arm Moira Sound (con Kegan Cove, Dikman Bay e Frederick Cove), South Arm Moira Sound, Johnsosn Cove e Menefee Anchorage.
- Baia di Chichagof (Chichagof Bay) 55°01′33″N 131°59′02″W - Si trova di fronte all'isola di Annette (Annette Island).
- Baia di Ingraham (Ingraham Bay) 54°58′40″N 131°58′47″W - Si trova di fronte all'isola di Annette (Annette Island).
- Baia di Hidden (Hidden Bay) 54°56′46″N 131°59′54″W - Si trova di fronte all'isola di Duke (Duke Island).
- Baia di Kendrick (Kendrick Bay) 54°52′27″N 132°00′36″W - All'entrata della baia si trova l'arcipelago delle isole Kendrick (Kendrick Islands); comprende inoltre altre masse d'acqua: West Arm, Short Arm e South Arm.
- Baia di Gardner (Gardner Bay) 54°49′36″N 131°58′43″W - La baia ha la forma di un fiordo lungo 2,7 chilometri.
- Fiordo di McLean (McLean Arm) 54°47′52″N 132°00′27″W - Il fiordo è lungo 8,5 chilometri.
- Baia di Mallard (Mallard Bay) 54°46′43″N 131°59′58″W
- Baia di Stone Rock (Stone Rock Bay) 54°45′37″N 132°00′05″W

## Lato sul canale di Dixon
Il canale di Dixon (Dixon Entrance) 54°43′00″N 131°31′17″W divide l'isola "Principe di Galles" dall'isola Queen Charlotte Islands (Haida Gwaii). Nel canale (sul lato dell'isola "Principe di Galles") sono presenti da est a ovest le seguenti masse d'acqua: 
- Baia di Nichols (Nichols Bay)[34] 54°43′21″N 132°07′44″W - La baia ha la forma di un fiordo lungo 6,5 chilometri.
- Canale di Bert Millar (Bert Millar Cutoff)[35] 54°41′34″N 132°06′40″W - Divide l'isola di Bean (Bean Island) dall'isola "Principe di Galles".
- Baia di Brownson (Brownson Bay)[36] 54°43′00″N 132°15′01″W - La baia ha la forma di un fiordo lungo 6 chilometri.
- Baia di Minnie (Minnie Cutoff)[37] 54°43′00″N 132°18′22″W
- Canale di Eureka (Eureka Channe)[38] 54°46′40″N 132°22′50″W - Il canale è lungo 6,4 chilometri e divide l'isola "Principe di Galles" dall'arcipelago di isole di Barrier (Barrier Islands). Dal canale si accede alle seguenti masse d'acqua: Thompson Passage, Winter Bay, Hessa Inlet, Little pass, Rocky Pass, Kelp Passage e Egg Passage.

## Lato sul Pacifico
Il lato sul Pacifico dell'isola "Principe di Galles" è molto frastagliato e comprende moltissimi canali, stretti, baie e insenature. Da sud a nord sono presenti le seguenti masse d'acqua.

### Baia di Cordova
La baia di Cordova (Cordova Bay) 54°51′03″N 132°33′59″W si collega a nord con l'insenatura di Hetta (Hetta Inlet) mentre a sud si connette direttamente al canale di Dixon (Dixon Entrance); inoltre divide l'isola "Principe di Galles" dall'isola Long Island (Long Island) e comprende le seguenti masse d'acqua:
- Baia di Tah (Tah Bay) 54°51′08″N 132°19′31″W - La baia comprende l'[isola di Tah (Tah Island).
- Baia di Hunter (Hunter Bay) 54°52′17″N 132°19′52″W - La baia è un fiordo lungo 4,8 chilometri.
- Laguna di Biscuit (Biscuit Lagoon) 54°53′35″N 132°18′26″W - La laguna ha una estensione massima di 4 chilometri; l'imboccatura della laguna è sulla baia di Hunter.
- Baia di Klinkwan (Klinkwan Cove) 54°53′08″N 132°20′52″W - La baia ha la stessa imboccatura della baia di Hunter.
- Insenatura di Klakas (Klakas Inlet) 54°59′35″N 132°25′01″W - L'insenatura è un fiordo lungo 21,7 chilometri e largo 2,4 chilometri. All'interno del fiordo si trova la baia di Max (Max Cove), mentre all'imbocco sono presenti alcune isole tra cui l'isola di Klakas (Klakas Island).
- Baia di Ruth (Ruth Bay) 54°54′23″N 132°25′37″W - All'imbocco della baia sono presenti alcune isole tra cui l'isola di Klakas (Klakas Island)
- Canale di Ship Island (Ship Island Passage) 54°54′38″N 132°31′31″W - All'imbocco della baia sono presenti alcune isole tra cui l'isola di Klakas (Klakas Island) - Collega la baia di Ruth (Ruth Bay) con l'insenatura di Kassa (Kassa Inlet).
- Insenatura di Kassa (Kassa Inlet) 54°57′24″N 132°30′03″W - Al centro dell'insenatura si trova l'isola di Kassa (Kassa Island).
- Baia di Mabel (Mabel Bay) 54°59′05″N 132°34′57″W - All'imbocco della baia sono presenti le isole di Mabel (Mabel Island) e Helen (Helen Island).
- Insenatura di Hassiah (Hassiah Inlet) 55°00′38″N 132°34′34″W - L'insenatura di Kassiah è lunga 4,3 chilometri e condivide sia l'imbocco della baia di Mabel (Mabel Bay) che l'isola di Mabel (Mabel Island).

### Insenatura di Hetta
L'insenatura di Hetta (Hetta Inlet) 55°07′26″N 132°38′36″W, un fiordo lungo 32 chilometri, collega la baia di Cordova (Cordova Bay) con lo stretto di Sukkwan e contiene varie masse d'acqua tra cui:
- Insenatura di Keete (Keete Inlet) 55°03′08″N 132°31′36″W
- Insenatura di Nutkwa (Nutkwa Inlet) 55°05′22″N 132°34′31″W - L'insenatura di Nutkwa e quella di Keete (Keete Inlet) hanno la stessa imboccatura. La parte terminale dell'insenatura è in collegamento con la laguna Nutkwa (Nutkwa Lagoon) tramite le rapide Nutkwa (Nutkwa Falls).
- Baia di Hetta (Hetta Cove) 55°10′12″N 132°35′06″W - La parte terminale dell'insenatura è in collegamento con il lago Hetta (Hetta Lake) tramite alcune brevi rapide (dislivello di cira 10 metri).
- Altre masse d'acqua presenti nel fiordo sono: baia di Copper (Copper Harbor), baia di Deer (Deer Bay), canale di Sulzer (Sulzer Passage), baia di Portage (Portage bay) e l'insenatura di Fek (Fek Inlet). Le isole presenti sono: isola di Gould (Gould Island), isola di Dell (Dell Island) e isola di Jumbo (Jumbo Island).

### Stretto di Sukkwan
Lo stretto di Sukkwan (Sukkwan Strait) 55°09′37″N 132°45′26″W, lungo 13 chilometri e largo mediamente 1 chilometro, collega l'insenatura di Hetta (Hetta Inlet) con lo stretto di Tlevak (Tlevak Strait) e divide l'isola "Principe di Galles" dall'isola di Sukkwan (Sukkwan Island). Alla fine del canale (zona nord) si trova l'abitato di Hydaburg. All'imboccatura sud dello stretto si trova l'isola di Blanket (Blanket Island). All'imboccatura nord dello stretto sono presenti le seguenti masse d'acqua:
- Stretti di Sukkwan (Sukkwan Narrows) 55°12′08″N 132°50′35″W - Gli stretti si trovano di fronte all'abitato di Hydaburg.
- Baia di Natzuhini (Natzuhini Bay) 55°15′05″N 132°50′54″W
- Canale di North Pass (North Pass) 55°13′32″N 132°54′37″W - Divide l'isola "Principe di Galles" dall'isola di Goat (Goat Island).

### Stretto di Tlevak
Lo Stretto di Tlevak (Tlevak Strait) 55°06′14″N 132°59′35″W, nella parte più settentrionale, divide l'isola "Principe di Galles" dall'isola di Dall (Dall Island) e collega lo stretto di Sukkwan (Sukkwan Strait) con il canale di Ulloa (Ulloa Channel). Lo stretto, lungo la costa dell'isola "Principe di Galles", presenta le seguenti masse d'acqua:
- Baia di Soda (Soda Bay) 55°15′00″N 133°01′59″W - La baia contiene l'isola di Shelikof (Shelikof Island).
- Canale di Meares (Meares Passage) 55°14′39″N 133°13′44″W - Il canale di Meares collega lo stretto di Tlevak con il canale di Ulloa (Ulloa Channel); contiene anche diverse isole tra le quali: Meares Island, Ridge Island e Ulloa Island.

### Canale di Ulloa
Il canale di Ulloa (Ulloa Channel) 55°18′47″N 133°16′20″W divide l'isola "Principe di Galles" dall'isola di Suemez (Suemez Island). Collega il canale di Meares (Meares Passage) con la baia di Bucareli (Bucareli Bay) e contiene la seguente massa d'acqua:
- Baia di Port Estrella (Port Estrella) 55°21′10″N 133°15′20″W - La baia è lunga 3,2 chilometri e all'imbocco si trova l'isola di Joe (Joe Island).

### Baia di Bucareli
La baia di Bucareli (Bucareli Bay) 55°22′12″N 133°24′14″W, ampia 40 chilometri, collega il canale di Ulloa (Ulloa Channel) con la baia di San Alberto (San Alberto Bay) più a nord. Inoltre divide l'isola "Principe di Galles" dall'isola di San Juan Bautista (San Juan Bautista) posta al centro della baia. Nella baia sono presenti le seguenti masse d'acqua:
- Baia di Caldera (Port Caldera) 55°22′19″N 133°09′39″W - La baia ha la forma di una insenatura lunga 1,6 chilometri.
- Baia di Trocadero (Trocadero Bay) 55°21′43″N 133°01′37″W - La baia è un largo fiordo lungo quasi 14 chilometri. All'entrata della baia si trovano alcune isole: isola della Madre de Dios (Madre de Dios Island), le isole Ladrones (Ladrones Islands) e l'isola Canas (Canas Island). All'interno della baia (lato meridionale) si trova la piccola baia Big (Big Bay).
- Baia di Doyle (Doyle Bay) 55°24′54″N 133°03′27″W - La baia è ampia 2 chilometri. All'entrata della baia si trova l'isola di Culebrina (Culebrina Island).
- Baia di Saint Nicholas (Port Saint Nicholas) 55°26′45″N 133°03′53″W - La baia è ampia 2 chilometri. All'entrata della baia si trovano le isole di Coronados (Coronados Islands).

### Baia di San Alberto
La baia di San Alberto (San Alberto Bay) 55°32′24″N 133°14′13″W collega la baia di Bucareli (Bucareli Bay) con il canale di San Christoval (San Christoval Channel). La baia inoltre divide l'isola "Principe di Galles" dall'isola di San Fernando (San Fernando Island). Nella baia sono presenti le seguenti masse d'acqua:
- Baia di Crab (Crab Bay) 55°28′58″N 133°07′55″W - Limita la parte settentrionale dell'abitato di Craig; la baia è ampia 1,1 chilometri.
- Canale di Klawock (Klawock Inlet) 55°31′52″N 133°07′27″W - Si estende tra l'abitato di Craig e quello di Klawock; l'insenatura divide l'isola "Principe di Galles" da alcune isole: isola Fish Egg (Fish Egg Island), isola di Wadleigh (Wadleigh Island) e l'isola di Peratrovich (Peratrovich Island).
- Insenatura di Shinaku (Shinaku Inlet) 55°34′49″N 133°09′25″W - Si trova a sud del lago di Big Salt (Big Salt Lake).

### Canale di San Christoval
Il canale di San Christoval (San Christoval Channel) 55°35′08″N 133°20′54″W collega la baia di San Alberto (San Alberto Bay) con il golfo di Esquibel(Gulf of Esquibel). Il canale inoltre divide l'isola "Principe di Galles" dall'isola di San Fernando (San Fernando Island). Alcune isole sono presenti nel canale: isole di Cruz (Cruz Islands), isola di Catalina (Catalina Island), isola di Hermanos (Hermanos Island), isola di Rosary (Rosary Island) e isola di Lazatita (Lazatita Island).

### Golfo di Esquibel
Il golfo di Esquibel (Gulf of Esquibel) 55°36′37″N 133°30′32″W, ampio 24 chilometri, collega il canale di San Christoval (San Christoval Channel) con la baia di Tonowek (Tonowek Bay). Il canale inoltre divide l'isola "Principe di Galles" dalle isole di Maurelle (Maurelle Islands).

### Baia di Tonowek
La baia di Tonowek (Tonowek Bay) 55°44′06″N 133°24′17″W collega il golfo di Esquibel (Gulf of Esquibel) con il canale di Tuxekan (Tuxekan Passage). La baia inoltre divide l'isola "Principe di Galles" dall'isola di Heceta (Heceta Island). Nella baia sono presenti le seguenti masse d'acqua:
- Baia di Salt Lake (Salt Lake Bay) 55°41′08″N 133°21′55″W
- Baia di Nossuk Bay (Nossuk Bay) 55°43′19″N 133°20′52″W
- Canale di Tonowek (Tonowek Narrows) 55°45′56″N 133°19′27″W - Il canale è uno stretto passaggio tra una penisola dell'isola "Principe di Galles" e l'isola di Heceta (Heceta Island) e collega il canale di Tuxekan (Tuxekan Passage).

### Canale di Tuxekan
Il canale di Tuxekan (Tuxekan Passage) 55°49′34″N 133°12′07″W collega la baia di Tonowek (Tonowek Bay) con il canale di El Capitan (El Capitan Passage). La baia inoltre divide l'isola "Principe di Galles" dall'isola di Tuxekan (Tuxekan Island). Nel canale sono presenti le seguenti masse d'acqua:
- Baia di Kaguk (Kaguk Cove) 55°44′42″N 133°17′17″W - Di fronte alla baia si trova l'isola di Desani (Desani Island).
- Baia di Nundei (Nundei Cove) 55°47′25″N 133°12′58″W
- Baia di Chusini (Chusini Cove) 55°48′45″N 133°10′15″W - All'entrata della baia si trovano le isole di Klolti (Klolti Islands).
- Baia di Surku (Surku Cove) 55°50′40″N 133°09′10″W
- Baia di Naukati (Naukati Bay) 55°52′34″N 133°09′27″W - All'interno della baia sono presenti altre tre baie minori: Gutchi Cove, Kaigao Cove e Kaikli Cove. A nord della baia si trova l'abitato di Naukati Bay.
- Stretti di Tuxekan (Tuxekan Narrows) 55°52′39″N 133°14′06″W - È la parte settentrionale (e terminale) del "passaggio" di Tuxekan.

### Canale di El Capitan
Il canale di El Capitan (El Capitan Passage) 55°56′02″N 133°19′05″W collega il canale di Tuxekan (Tuxekan Passage) con la baia di Shakan (Shakan Bay). La baia inoltre divide l'isola "Principe di Galles" da alcune isole: isola di El Capitan (El Capitan Island), isola di Orr (Orr Island), isola di Spanberg (Spanberg Island) e l'isola di Kosciusko (Kosciusko Island). Il canale è lungo circa 35 chilometri. Nel canale sono presenti le seguenti masse d'acqua:
- Baia di Kahli (Kahli Cove) 55°55′35″N 133°15′10″W - Davanti alla baia sono presenti le isole Kassan (Kassan Islands).
- Baia di Sarkar (Sarkar Cove) 55°57′31″N 133°15′15″W - Dalla baia si accede al Lago di Sarkar (Sarkar Lake) tramite alcune rapide (Rapids Creek).
- Insenatura di Tunga (Tunga Inlet) 55°58′21″N 133°15′20″W - L'insenatura termina nella laguna di Salt Water (Salt Water Lagoon).
- Baia di Rocky (Rocky Cove) 55°59′26″N 133°15′54″W.
- Baia di Sarheen (Sarheen Cove) 56°03′04″N 133°15′53″W - La baia si trova nella parte stretta del canale di fronte all'isola di Kosciusko (Kosciusko Island).
- Stretto di Dry (Dry Pass) 56°09′47″N 133°24′19″W - È la parte finale settentrionale del canale "El Capitan" e si collega con la baia di Shakan (Shakan Bay).

### Baia di Shakan
La baia di Shakan (Shakan Bay) 56°09′44″N 133°36′13″W collega il canale di El Capitan (El Capitan Passage) con lo stretto di Sumner (Sumner Strait).

## Lato settentrionale (Stretto di Sumner)
Lo Stretto di Sumner (Sumner Strait) 56°23′36″N 133°30′36″W divide a nord l'isola "Principe di Galles" dalle isole di Kuiu (Kuiu Island) e di Kupreanof ((Kupreanof Island). Nello stretto, da ovest a est, sono presenti le seguenti masse d'acqua:
- Baia di Labouchere (Labouchere Bay) 56°17′40″N 133°38′20″W.
- Baia di Port Protection (Port Protection) 56°19′42″N 133°37′37″W - All'entrata della baia è presente l'isola di Jackson (Jackson Island).
- Baia di Buster (Buster Bay) 56°20′01″N 133°25′36″W.
- Baia di Red (Red Bay) 56°17′32″N 133°19′32″W - All'entrata della baia si trovano le isole di Bell (Bell Island), di Danger (Danger Island) e di Flat (Flat Island).
- Baia di California (California Bay) 56°19′42″N 133°13′43″W - La baia è ampia 3,2 chilometri.